# Radom Vis 35
Pour les articles homonymes, voir Vis.

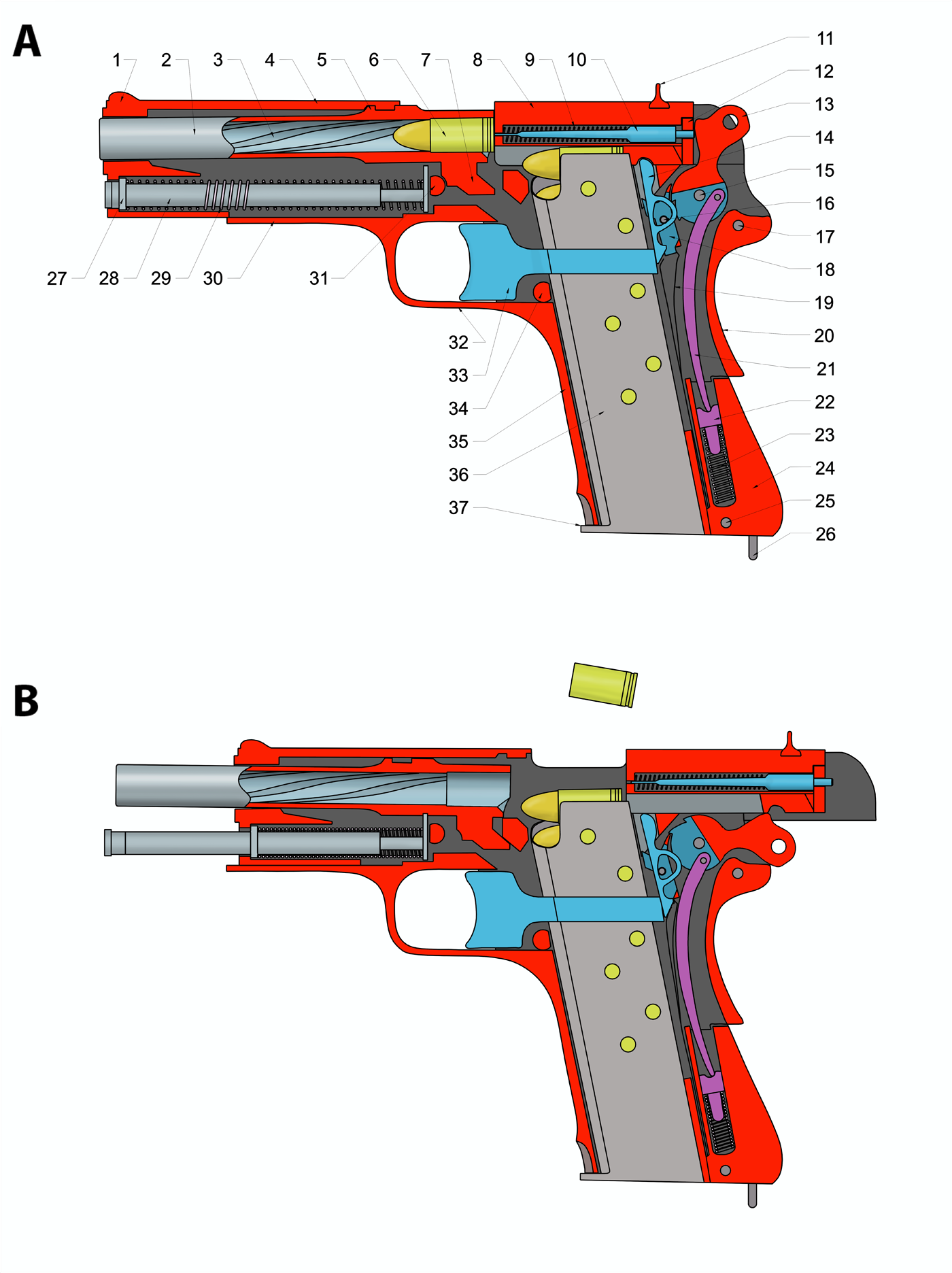
Schéma de fonctionnement

Le Pistolet Vis wz. 35 est un pistolet de fabrication polonaise. Il fut utilisé en grand nombre durant la Seconde Guerre mondiale.

## Histoire
L’histoire du Vis commence en 1929 quand l’armée polonaise décide d’acquérir une licence pour le pistolet tchèque modèle 28 (une version modifiée du modèle 24, lui-même fondé sur le principe Mauser). Comme le prix était élevé (250 000 US$) et que le pistolet en question n’était pas une réussite technique, cette décision rencontra une opposition légitime de la part de l’industrie de l’armement. Piotr Wilniewczyc, employé de Panstwowe Wytwórnie Uzbrojenia (Manufacture Nationale d’Armes), présenta une première étude d’un pistolet de sa propre conception. Il fut accepté et les plans pour la fabrication de l’arme tchèque furent abandonnés. Wilniewczyc fut rejoint plus tard par Jan Skrzypinski, directeur de la Panstwowa Fabryka Karabinów (Manufacture Nationale de Fusils) à Varsovie. Le premier prototype fut nommé WiS Mle. 1931 (c’est Skrzypinski qui suggéra l’acronyme WiS : Wilniewczyc i(et) Skrzypinski). Le pistolet subit des tests durant lesquels plus de 6 000 coups furent tirés, démontrant une haute fiabilité et une bonne précision. En même temps, le nom fut changé en Vis (« Pouvoir » en latin). À la demande de la Cavalerie polonaise, un levier de désarmement fut ajouté et une première série d’environ 30 pistolets fut fabriquée en 1932-33. En 1936, le pistolet fut adopté par les militaires polonais en tant que Vis wz. 1935 (Vis modèle. 1935). La production commença la même année et se poursuivit jusqu’à la défaite de la Pologne en septembre 1939.
Une version en .45 ACP fut mise au point mais n’entra jamais en production (elle fut présentée aux officiels argentins en 1937). Une variante .22 LR exista également, dont le seul exemplaire restant est exposé au Musée Hongrois de l’Armée de Budapest. Des essais furent aussi conduits avec un Vis tirant en rafale doté de chargeurs plus grands et d’une crosse d’épaule amovible. Les plans de cette version furent abandonnés quand le pistolet-mitrailleur Mors fut conçu.
L’Allemagne relança la production du Vis au milieu de l’année 1940 en coopération avec Steyr-Daimler-Puch. Les pistolets furent fabriqués à Radom mais assemblés dans l’usine Steyr en Autriche.

## Description
Le Vis wz 35 est un pistolet à simple action et court recul du canon. Extérieurement, il se rapproche fortement du Colt 1911 mais n’en est pas une copie pour autant. Fonctionnant suivant le principe de la culasse calée, il utilise un système de verrouillage par rampe du canon identique à celui du Browning Hi-Power.
Le Vis est fabriqué en acier au carbone bien que les carcasses des 3 000 premiers pistolets fussent réalisées en alliage léger. La finition des armes polonaises est bronzée. Les commandes  consistent en un arrêtoir de culasse, un verrou de chargeur, un levier de désarmement et un levier latéral de démontage. Le verrou de chargeur est localisé sur le côté gauche de la carcasse, derrière le pontet. Le levier de désarmement est monté sur la glissière. Le levier de démontage se trouve derrière la plaquette de crosse gauche. Une pédale de sûreté est également présente. Les  plaquettes de crosse sont en caoutchouc durci noir. Celle de gauche a un triangle avec les lettres FB (Fabryka Broni), celle de droite un triangle identique mais avec les lettres VIS. Il dispose d'une sûreté de crosse. Cette pièce visible sur le côté gauche de la glissière n'est pas une sûreté de type classique mais permet bien l'effacement du percuteur. Ce pistolet réputé pour pouvoir être porté en toute sécurité avec une cartouche chambrée (contrairement au Colt 45) car, lorsque le chien est armé, le percuteur ne se replace en position de tir que quand la détente est enfoncée, celle-ci ne pouvant l'être qu'en pressant simultanément la pédale de crosse. L’arrière de la carcasse possède une rainure pour accueillir une crosse d’épaulement, mais aucune de celles-ci n’a été encore retrouvée.
Le Vis était porté dans un étui de cuir souple muni d’une poche pour deux chargeurs de rechange et une baguette de nettoyage. Les  Vis produits pour l’Allemagne étaient portés dans une gaine prévue pour un seul chargeur de rechange.

## Variantes courantes
- Wis wz. 1931 (ou  wz. 1930) :  Prototype sans levier de désarmement ni rainure de crosse. L’arrière de la culasse est coupé à angle droit.

- Vis wz. 1935 : Modèle réglementaire polonais (décrit plus haut). Excellente qualité de fabrication. Marquages de la culasse (sur 2 lignes) : « F.B. Radom », année de production, Aigle polonais, « VIS wz. 35, pat. No 155567 ». Poinçons de contrôle et numéro de série à 5 chiffres. Environ 40 000 pistolets furent fabriqués entre 1936 et 1939. Ceux produits durant la Blitzkrieg ne sont pas numérotés.

- Entre 1940 et 1945, 4 nouvelles versions sont produites pour le compte des Allemands. Ces armes connaissent des simplifications successives de l’arme pour en faciliter la production qui a lieu en Pologne et en Autriche. Ces 350 000 pistolets, dont la plupart n’ont plus de levier de démontage ni de rainure pour crosse et des plaquettes en bois, reçoivent la nouvelle désignation de P35(p).

- En 1992 et depuis 1999, le Vis 35 est à nouveau produit en petite série en Pologne pour satisfaire  les collectionneurs.

## Utilisateurs
Le Vis 35 fut en service en Pologne (armées de terre et de l'air) entre 1935 et 1939. Il fut utilisé intensivement par les Waffen-SS, SS-Polizei et la Kriegsmarine allemande. Il arma enfin les Polonais libres réfugiés en France puis en Royaume-Uni. « Crache flammes » comme le surnommait le résistant Pierre Brossolette, arme qu’il trouvait être la seule à ne jamais s’enrayer, solide, précise et toujours prête à le défendre avec une excellente puissance d'arrêt (en comparaison au 6,35 - 7,65 – 8 mm du 92 - 38 spécial que les résistants avaient alors). Arme dérobée à l'occupant, qui l'utilisera durant toutes ses opérations de 1942 à 1944.

## Dans la culture militaire polonaise
Dans le chant de partisan Rozszumiały się wierzby płaczące, l'un des chants les plus populaires de la résistance polonaise, il est question du « cliquetis des wis ».

## Spécifications
- Fabricant : F.B. Radom, Radom, Pologne (Actuellement fabriqué par Fabryka Broni Radom « Lucznik », Radom, Pologne)
- Munition : 9 mm Parabellum
- Mécanisme : Recul court du canon
- Capacité : 8+1
- Longueur : 205 mm
- Hauteur : 135 mm
- Largeur : 32 mm
- Longueur du canon : 115 mm
- Ligne de Visée : 160 mm
- Masse (à vide) : 1 025 g
- Vitesse initiale : 355 m/s